# Tegenpaus Victor IV (Octavianus)
Victor IV, geboren als Octaviano de Monticelli (Monticelio bij Tivoli, 1095 – Lucca, 20 april 1164) was tegenpaus van 4 oktober 1159 tot zijn dood.
Octaviano stamde uit een zijtak van het belangrijke adellijke geslacht van de Crescenzi. In 1138 werd hij tot kardinaaldiaken van Santa Nicola gewijd en in 1151 tot kardinaalpresbyter van Santa Cecilia.
Op 1 september 1159 overleed paus Adrianus IV. Toen op 7 september de verkiezing van de nieuwe paus plaatsvond, werd Octaviano door keizer Frederik I Barbarossa als kandidaat naar voren geschoven. Frederiks opponenten waren echter in de meerderheid en kozen voor Orlando Bandinelli, die zich Alexander III noemde.
In reactie op de pausverkiezing riep Octaviano gewapende troepen samen en liet zich door hen als paus uitroepen, waarbij hij de titel Victor IV aannam (Victor is Latijn voor 'overwinnaar'). Op 4 oktober 1159 ontving hij de pauswijding, onder bescherming van het keizerlijk leger.
Victor wist met zijn leger Rome in handen te krijgen, waardoor Alexander zich gedwongen zag de wijk te nemen naar Frankrijk. Toch lukte het Victor niet buiten de gebieden waar Frederik heerste erkenning voor zijn pontificaat te krijgen.
Met de dood van Victor werd het schisma niet beëindigd. De keizerlijke partij bleef zich tegen Alexander verzetten en koos Paschalis III tot Victors opvolger.